# Haruka Katayama
Pour les articles homonymes, voir Katayama.
Haruka Katayama (片山陽加, Katayama Haruka, née le 10 mai 1990 à Aichi, au Japon) est une chanteuse et idole japonaise, ex-membre du groupe de J-pop AKB48 (team A).

## Biographie
Haruka Katayama est sélectionnée en 2007 et débute avec la team B, puis rejoint la team A en juillet 2010 jusqu'à sa remise de diplôme le 23 septembre 2014.